# Balise de virage en France

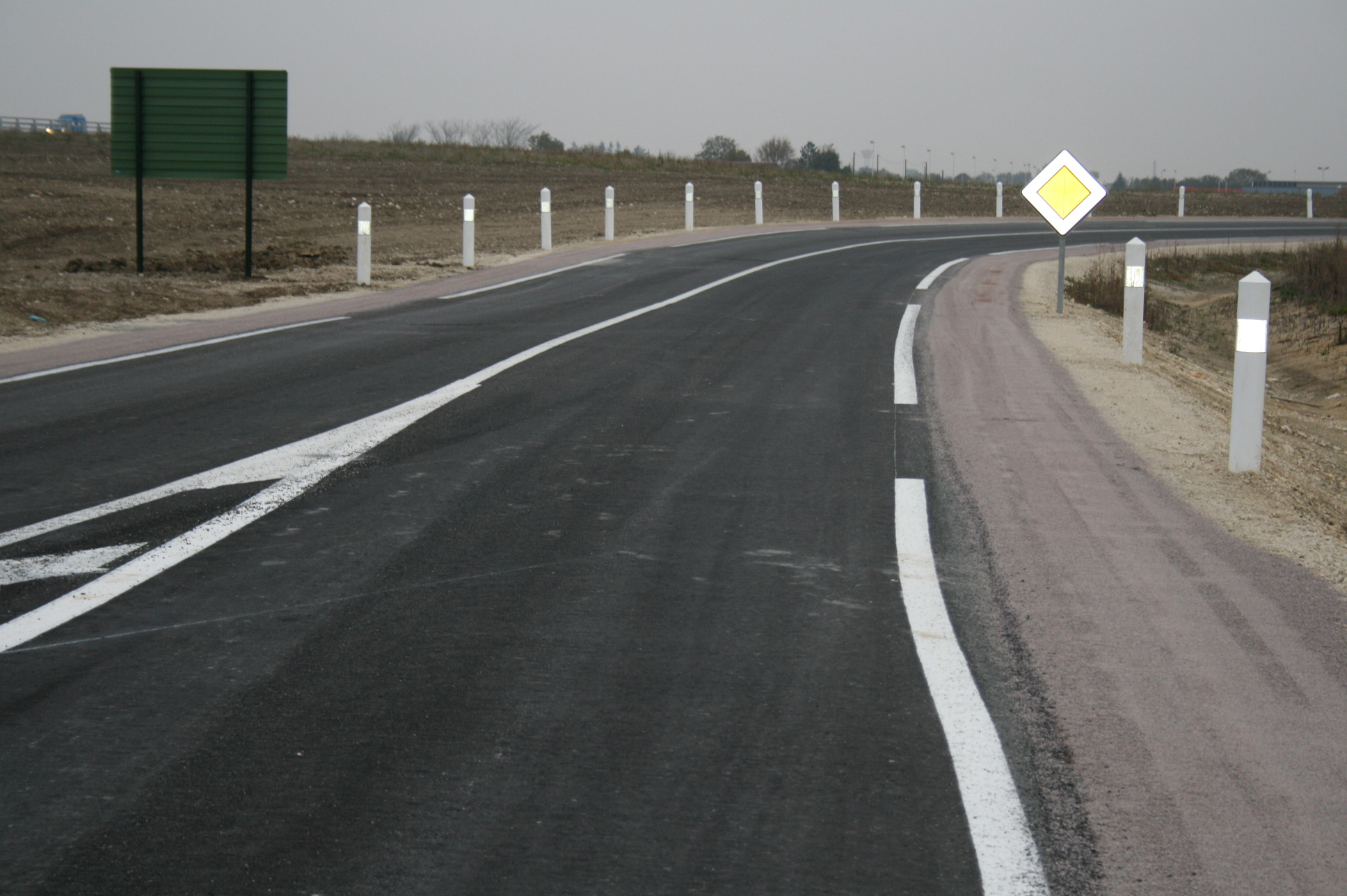
Balises de virage J1

La balise de virage est une balise routière, codifiée en France J1, qui matérialise le tracé extérieur des virages dans les sections dépourvues de balises de délimitation de chaussée de type J6 (délinéateur). 
L'intérêt de balises de virage doit être examiné au cas par cas, pour les réserver aux virages qui peuvent être mal évalués par les  automobilistes.

## Descriptif
La balise J1 est un cylindre de 200 mm de diamètre surmonté d'un cône de 60 mm de hauteur.

Implantation d'une balise de virage J1 sur accotement

### Balise J1 posée sur accotement
Les balises de virage J1 sont de deux types de nature géométrique : type 1 et type 2.
Les balises de type 1 et de type 1 bis se différencient par les caractéristiques colorimétriques.
|                                    | Hauteur au-dessus de l'accotement (mm) | Diamètre (mm) |
| ---------------------------------- | -------------------------------------- | ------------- |
| Balises de type 1 et de type 1 bis | 1 300                                  | 200           |
| Balises de type 2                  | 800                                    | 150           |

La balise J1 est de couleur blanche. Elle porte une bande rétroréfléchissante (collier) blanche de classe 2 de 200 mm de hauteur placée à 300 mm du haut de la balise.
La hauteur de 1,30 m au-dessus de l'accotement correspond à une hauteur de 1 m au-dessus du sol du haut du collier rétroréfléchissant, hauteur qui permet un bon éclairage de celui-ci par les phares.

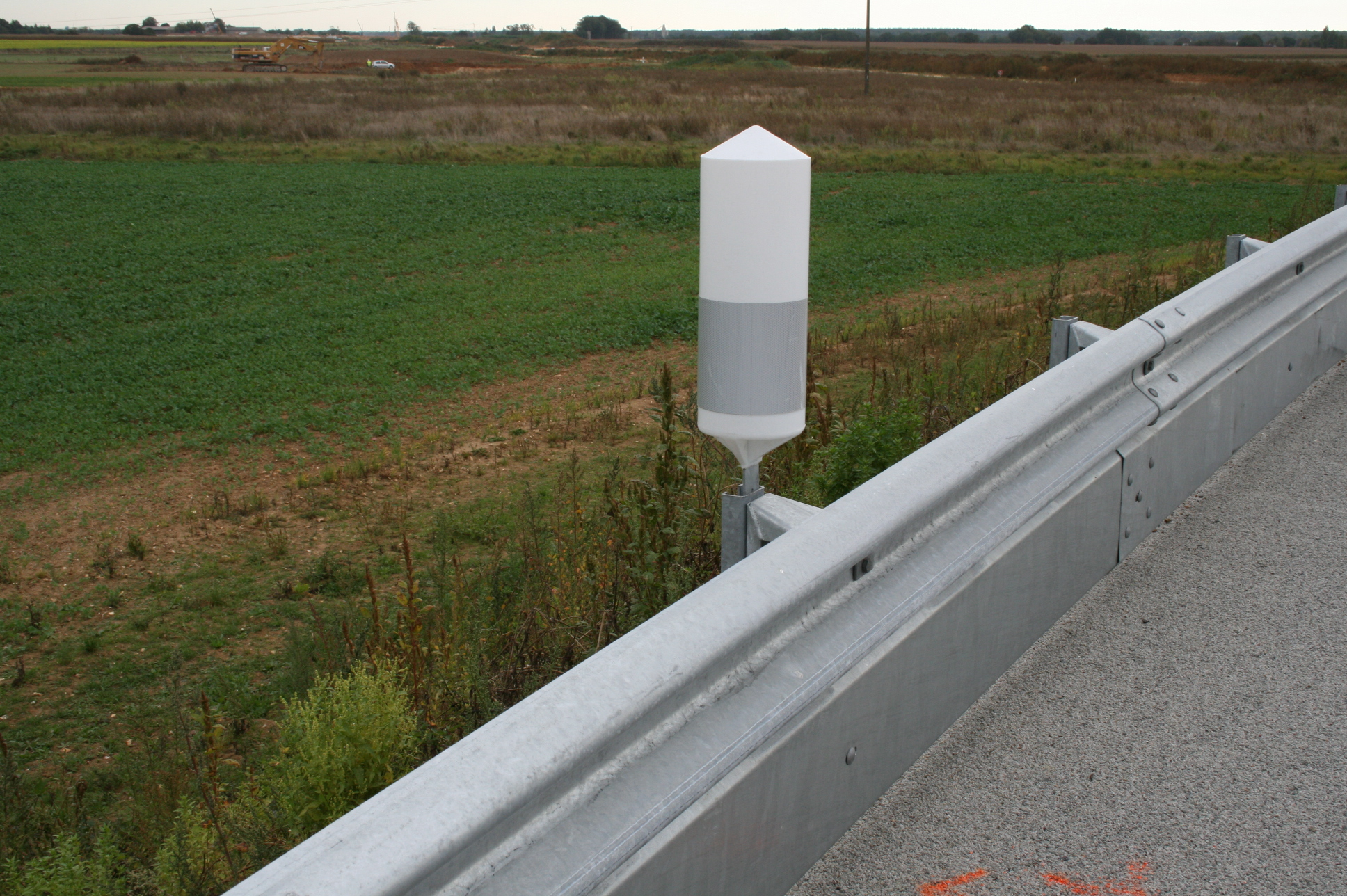
Balise de virage J1 sur barrière de sécurité

### Balise J1 fixée sur barrière de sécurité
Lorsqu'elle est fixée sur une barrière de sécurité latérale, la hauteur du corps de la balise J1 est de 550 mm.
Le matériau constituant le système de fixation doit être :
- soit de l'acier galvanisé à chaud par immersion dans le zinc fondu ;
- soit un matériau dont la résistance à la corrosion et au vieillissement est au moins équivalente à celle procurée par la galvanisation.

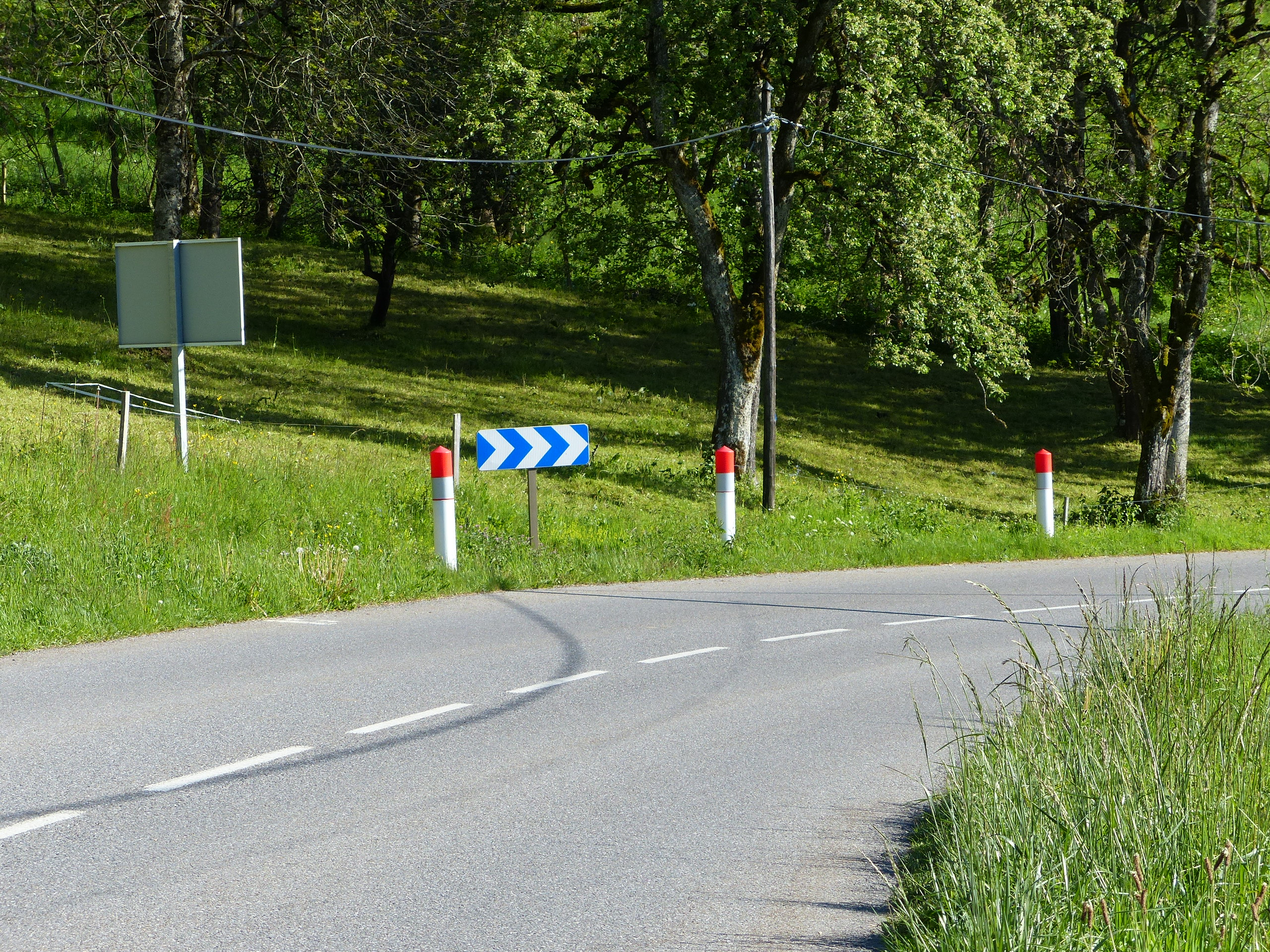
Trois balises de virage J1bis et une J4

### Balise J1bis en montagne
Dans les sections fréquemment enneigées, la partie de la balise située au-dessus de la bande rétroréfléchissante peut être de couleur rouge. La balise est alors dénommée J1bis et ses règles d'implantation sont identiques à celles de la J1.

## Implantation
Les balises J1 sont implantées sur l'accotement extérieur du virage en limite extérieure de la zone de récupération. Lorsque cette disposition n'est pas applicable, elles sont implantées en bordure de la plateforme à environ 0,50 m de l'arête extérieure de celle-ci.
Lorsqu'un virage est doté d'une barrière de sécurité latérale, les balises J1 peuvent être implantées devant ou derrière la barrière ou sur celle-ci au moyen d'un dispositif de fixation non agressif.
Une balise J1 est implantée sensiblement dans le prolongement de l'axe des voies que peut suivre un conducteur abordant la courbe.
L'intervalle des balises est d'autant plus réduit que le rayon de la courbe est faible, tout en restant supérieur à 8 m. Au moins quatre balises devraient se trouver simultanément dans le champ visuel et en aucun point, on ne doit avoir l'impression que celle-ci passe entre deux balises.
Deux ou trois balises sont posées avant l'entrée et après la sortie de la courbe.